# Basic Income Earth Network

Logo (BIEN/Earth)

Das Basic Income Earth Network (BIEN) ist ein globales Netzwerk, das ein bedingungsloses Grundeinkommen mit Kongressen, Forschung und Lobbyarbeit voranbringen will.

## Geschichte
Die 1986 gegründete Organisation hielt im September jenes Jahres ihre erste internationale Konferenz in Louvain-la-Neuve (Belgien) ab. Das anfänglich noch Basic Income European Network (BIEN) genannte Netzwerk breitete seinen Einfluss bis 1994 auf den gesamten Globus aus. 1998 wurde ein drei Mal jährlich herausgegebenes Rundschreiben eingeführt, welches inzwischen zweimonatlich auf Basis von E-Mails erscheint.
Die Organisation ist Mitinitiator der 2008 von Günter Sölken ins Leben gerufenen, jährlich stattfindenden Internationale Woche des Grundeinkommens.

### BIEN-Kongresse
- 1986: 1. Kongress – Université Catholique de Louvain, Louvain-la-Neuve (Belgien), 4.–6. September 1986.
- 1988: 2. Kongress – Universitaire Faculteiten St. Ignatius, Antwerpen (Belgien), 22.–24. September 1988.
- 1990: 3. Kongress – European University Institute, Florenz (Italien), 19.–20. September 1990.
- 1992: 4. Kongress – Université de Paris-Val-de-Marne, Paris-St-Maur (Frankreich), 18.–19. September 1992.
- 1994: 5. Kongress – Goldsmith College, London (Großbritannien), 8.–10. September 1994.
- 1996: 6. Kongress – United Nations Centre, Wien (Österreich), 12.–14. September 1996.
- 1998: 7. Kongress – Universiteit van Amsterdam, Amsterdam (Niederlande), 10.–12. September 1998.
- 2000: 8. Kongress – Wissenschaftszentrum Berlin (Deutschland), 6.–7. Oktober 2000.
- 2002: 9. Kongress – International Labour Office, Genf (Schweiz), 12.–14. September 2002.
- 2004: 10. Kongress „Recht auf ein Grundeinkommen: Egalitäre Demokratie“ – Barcelona (Spanien), 18.–21. September 2004.[2]
- 2006: 11. Kongress – University of Cape Town, Kapstadt (Südafrika), 2.–4. November, 2006.
- 2008: 12. Kongress – University College Dublin, Dublin (Irland), 20.–21. Juni 2008.
- 2010: 13. Kongress „Basic Income: An Instrument for Justice and Peace“ – São Paulo (Brasilien), 30. Juni–2. Juli 2010.
- 2012: 14. Kongress „Wege zum Grundeinkommen“ – München (Deutschland), 14.–16. September 2012.[3]
- 2014: 15. Kongress „Re-Democratizing the Economy“ – Montreal (Kanada), 26.–29. Juni 2014.
- 2016: 16. Kongress „Social and ecological transformation and Basic Income“ – Sogang-Universität, Seoul (Südkorea), 7.–9. Juli 2016.[4]
- 2017: 17. Kongress „Implementing a Basic Income“ – Lissabon (Portugal), im portugiesischen Parlament und der Lisbon School of Economics and Management – Universität Lissabon, 25.–27. September 2017.[5]
- 2018: 18. Kongress „Basic Income and the New Universalism: Rethinking the Welfare State in the 21st Century“ an der Universität von Tampere (Finnland), 24.–26. August.[6][7]
- 2019: 19. Kongress „Basic Income as Freedom and Development“ in Hyderabad (Indien), 22.–25. August.[8]
- 2021: 20. Kongress „Idea to Reality“, Glasgow (Schottland). Virtueller Kongress wegen der COVID-19-Pandemie, gehostet vom Basic Income Network Scotland, 18.–21. August.[9][10]

## Vorsitzende
- Walter Van Trier[11] (1986 bis 1994)
- Philippe Van Parijs (1994 bis 2004)
- David Casassas (seit 2004)

## Mit BIEN verbundene nationale und supranationale Netzwerke
Im September 2016 waren 31 eigenständige nationale und supranationale Netzwerke von Grundeinkommensbefürwortern durch BIEN als verbundene Organisationen (affiliates) anerkannt.

### USA, 1999
Das U.S. Basic Income Guarantee Network (USBIG) wurde im Dezember 1999 gegründet.
Vorstand: Karl Widerquist, Eri Noguchi, Michael Lewis, Steve Shafarman, Al Sheahen, Almaz Zelleke, Michael Howard, Jason Murphy, Jeff Smith, Michael Howard.

### Schweiz, 2001
Der 2001 gegründete gemeinnützige Verein Basic Income Earth Network-Switzerland (BIEN-Schweiz) ist seit 2002 Teil von BIEN. Er ist gemäß Art. 60 ff. des Schweizerischen Zivilgesetzbuches als parteipolitisch unabhängige Organisation eingetragen. Vorsitzender ist Albert Jörimann.
BIEN-Schweiz hatte 2002 den internationalen BIEN-Kongress in Genf organisiert und beteiligte sich an der Eidgenössischen Volksinitiative Für ein bedingungsloses Grundeinkommen 2012/16.

### Österreich, 2002
Das am 21. Oktober 2002 gegründete Netzwerk: Grundeinkommen und sozialer Zusammenhalt, B.I.E.N.-Austria beteiligt sich auch an einer Europäischen Bürgerinitiative (EBI) zum Bedingungslosen Grundeinkommen. Seit 14. Januar 2013 ist diese EBI bei der Europäischen Kommission registriert (ECI(2013)000001). Das ehrenamtliche Bürgerkomitee bestehe aus über 50 Personen aus 15 Ländern. Ziel sei es, das Bedingungslose Grundeinkommen auch auf der europäischen Ebene breit zu diskutieren, um es schließlich einzuführen. Die Europäische Kommission werde aufgefordert, alle ihre zur Verfügung stehenden Möglichkeiten auszuschöpfen, so Klaus Sambor, der österreichische Vorsitzende dieser Bürgerinitiative.
Im Juni 2022 wurde das Symposium „Wege zur sozialen Teilhabe“ mitveranstaltet.

### Deutschland, 2004

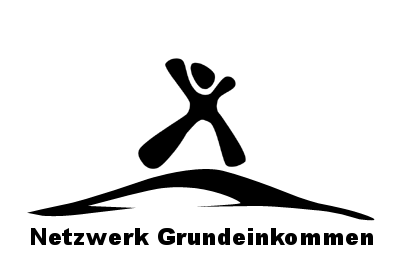
Logo (BIEN/Deutschland)

Das Netzwerk Grundeinkommen ist seit 2004 Mitglied des BIEN.
Im Januar 2013 zählte es 3984 Vereinsmitglieder und 114 Organisationen. Im September 2016 waren es 4417 Personen und 123 Organisationen.
Das Netzwerk-Grundeinkommen wird durch einen Förderverein und einen wissenschaftlichen Beirat unterstützt. Dem Vorstand gehörten im Januar 2013 drei Mitglieder an: Reimund Acker, Ronald Blaschke und Ralf Engelke.

#### Mitglieds-Organisationen
- AG SPAK
- AVINUS e. V.
- Bambali, Ahrensburg
- Bund der Deutschen Katholischen Jugend
- Bundesjugendwerk der AWO
- Initiative Deutschlands nEUe Demokraten, Euskirchen
- Erich-Fromm-Gesellschaft, Tübingen
- Katholische Arbeitnehmer-Bewegung, Köln
- Soziales Netzwerk Deutschland, Ludwigshafen
- ver.di – Landeserwerbslosenausschuss, Niedersachsen

### Belgien, 2012
Gegründet am 27. Juni 2012. Organisations-Committee: Adeline Otto, Aline Goethals, Anne-Marie Prieels, Christina Lambrecht, Hugo Lueders, Jean-Paul Brasseur, Marc Vandenberghe, Merijn Fagard, Pierre-Yves Ryckaert, Raf Knops.
Weitere BIEN-Netzwerke gibt es in Argentinien, Australien, Brasilien, Dänemark, Finnland, Großbritannien, Irland, Italien, Japan, Kanada, Mexiko, den Niederlanden, Slowenien, Spanien, Südafrika und Südkorea.